# Tellurofeen
Tellurofeen is een metallool dat een telluuratoom bevat. Deze verbinding past in de rij furaan, thiofeen en selenofeen met respectievelijk zuurstof, zwavel en seleen, elementen uit groep 16 van het periodiek systeem. Tellurofeen komt voor als een gele vloeistof.

## Synthese
Tellurofeen wordt bereid door de reactie van diacetyleen, een zeer licht ontvlambaar en erg reactief gas, met natriumtelluride. De synthese werd voor het eerst summier beschreven in 1966 door W. Mack. Fringuelli en Taticchi beschreven ze in detail in 1972. De reactie leverde tellurofeen op met een opbrengst van 47%. Aangezien natriumtelluride spontaan ontleedt bij contact met de lucht, werd een verbeterde reactieprocedure ontwikkeld, waarbij natriumtelluride in situ wordt bereid door reductie van telluur met natriumboorhydride.
Barton en Roth bereidden tellurofeen door de reactie van natriumtelluride met 1,4-bis(trimethylsilyl)-1,3-butadiyn, het met trimethylsilylgroepen beschermde derivaat van diacetyleen. Dit is een stabiele vaste stof en men vermeed zo het gevaar verbonden aan het gebruik van diacetyleen. De reactie had weliswaar een lagere opbrengst van 37%.

## Toepassingen
Polymeren van tellurofeen en derivaten ervan zijn π-geconjugeerde polymeren met heteroaromatische eenheden in de polymeerketen. Het zijn bouwstenen voor organische halfgeleiders met potentiële toepassingen in opto-elektronische materialen zoals organische thin-film transistors en organische fotovoltaïsche cellen. Vanwege de moeilijke synthese en  polymerisatie van tellurofenen loopt de studie van deze materialen achter op die van analoge materialen op basis van thiofeen. Met tellurofenen zouden hogere prestaties te bereiken zijn in fotovoltaïsche cellen dan met thiofenen.
Jahnke et al. beschreven in 2013 de synthese van poly(3-alkyltellurofenen) die een lagere band gap hebben ten opzichte van hun zwavel-analoga. Dit werd ook vastgesteld door Kaur et al. in 2013 met een ander tellurofeenderivaat.